# Тёща
Тёща — мать жены, родственник, который появляется в результате заключения брака.
Слово «тёща» является славянским по происхождению, имеет соответствующие аналоги в славянских языках (ср. укр. теща, бел. цешча, болг. тъща, сербохорв. ташта / tašta, словен. tašča, пол. teściowa и так далее).

## В культуре
Фольклор:
Тёща традиционно является персонажем народных сказок, побасёнок, поговорок, песенок, анекдотов и других произведений устного народного творчества. 
Дело в том, что свадьба соединяет два семейства: жена традиционно уходила жить в дом мужа. И тёща выступала как представитель «иного» клана, а потому и отношение к ней соответствующее. Её любят, ценят, навещают, но всё равно относятся как к «чужой». Это отношение передаётся через юмор и иронию. Порой отношения тёщи и зятя представляются как прямо антагонистические, основанные на принципиально различном мировоззрении молодого мужчины и женщины в возрасте, различной ценностной ориентации, стиле построения отношений и т. д.
В. М. Молотов вспоминал, что Ленин ругался так: «Три тёщи вам за это!»

### Песни
- «Слушай, тёща» (Пахмутова А., Дружининский М., исполнители: Юрий Богатиков, Песняры, первый солист — Кашепаров А., год первого исполнения — 1982[2])
- Нэнси — Тёща
- В. Павлик «Тёща дай»
- «Тёща», группа «Сектор Газа», альбом «Нажми на газ»

### Кинематограф
- «Тёща»
- «Тёща в плену у германцев»
- «Любимая тёща» / Belle Maman (1999)
- Тёща (фильм, 2023)